# Galina Lukashova
Galina Lukashova (en ruso: Галина Лукашёва) es una deportista rusa que compitió en vela en la clase Yngling. Ganó una medalla de oro en el Campeonato Europeo de Yngling de 2004.

## Palmarés internacional
| \| Campeonato Europeo \| Campeonato Europeo \| Campeonato Europeo \| Campeonato Europeo \| \| Año \| Lugar \| Medalla \| Clase \| \| ------------------ \| ----------------------- \| ------------------ \| ------------------ \| \| 2004 \| Stavoren (Países Bajos) \| Medalla de oro \| Yngling \| |                         |                |         |
| Campeonato Europeo |                         |                |         |
| Año | Lugar                   | Medalla        | Clase   |
| 2004 | Stavoren (Países Bajos) | Medalla de oro | Yngling |